# Grupa Mikulicza
Grupa Mikulicza (ros. Группa Микулича) – grupa zbrojna na sowieckiej Białorusi w I poł. lat 50. XX w.
Grupa została sformowana w 1949 r. Składała się z 6 byłych policjantów i żołnierzy Białoruskiej Obrony Krajowej z czasów okupacji niemieckiej. Zajmowała się napadami na sklepy i pojedyncze osoby. Na pocz. 1952 r. nawiązał z nią kontakt Iwan Filistowicz, emisariusz Rady Białoruskiej Republiki Ludowej, zrzucony na spadochronie przez Amerykanów na pocz. września tego roku w rejonie Mołodeczna w celu prowadzenia działań wywiadowczych, a także zorganizowania podziemniej typografii dla wydawania antysowieckich ulotek i innych materiałów propagandowych. Próbował on przekształcić grupę o charakterze bandyckim w oddział partyzancki, nadając mu nazwę „Narodowo-Wyzwoleńcze Siły Zbrojne”. Jednakże złożenie przysięgi na wierność Białoruskiej Republiki Ludowej i wprowadzenie jednolitego umundurowania z naszywkami w barwach flagi białoruskiej zostało odrzucone przez członków grupy. Pomimo tego udało się I. Filistowiczowi zorganizować kilka akcji zbrojnych, w tym napad na 2 agentów finansowych i zdobycie 6 tys. rubli oraz napad w czerwcu 1952 r. na redakcję gazety w miasteczku Wiazyń w celu przejęcia maszyn drukarskich. Próby wydawania gazetki „Żywie Biełaruś!” i materiałów propagandowych zakończyły się jednak niepowodzeniem. W nocy z 4 na 5 września w jednej ze wsi grupa Mikulicza została namierzona przez funkcjonariuszy Ministerstwa Bezpieczeństwa Państwowego ZSRR. Dowódca zginął, zaś pozostałych członków grupy aresztowano. Iwanowi Filistowiczowi udało się zbiec, ale został schwytany 9 września podczas próby przejścia granicy z Polską. Podczas procesu obwożono go po miastach Białorusi, usiłując bez skutku przekonać do życia w warunkach sowieckich. W rezultacie skazano go na karę śmierci, wykonaną przez rozstrzelanie wiosną 1953 r. Reszta członków grupy została skazana na kary wieloletniego więzienia.